# Sky One
Sky 1 este o televiziune britanică, parte a grupului media British Sky Broadcasting (BSkyB). Fondată în 1982, Sky 1 este a patra televiziune ca vechime din Regatul Unit. 